# 恋人にしようと生徒会長そっくりの女の子を錬成してみたら、オレが下僕になっていました
『恋人にしようと生徒会長そっくりの女の子を錬成してみたら、オレが下僕になっていました』（こいびとにしようとせいとかいちょうそっくりのおんなのこをれんせいしてみたら、オレがげぼくになっていました）は、月見草平による日本のライトノベル。イラストはさくらねこ。一迅社文庫（一迅社）より2012年8月から2013年1月まで刊行された。

## あらすじ
女性だけがなれる“巫女錬金術師”を養成するマーサ学院。そこに特別に通う唯一の男子生徒アレクはその才能を使って憧れの生徒会長パメラのような彼女がほしいという思い付きを人体錬成という禁忌によって実現しようとした。ところが、錬成されたのは、命令を聞かない上にアレクを下僕扱いする少女アメリアだった。

## 登場人物
アレク
錬金術学校に通う唯一人の男子生徒。
アメリア
アレクが錬成した少女。
パメラ
アメリアのモデルになった少女。生徒会長。

## 反響
本作はタイトルの文字数が41文字と長く、ダ・ヴィンチウェブが発表した「タイトルがあまりにも長すぎるライトノベルランキング（2014年1月付け）」では第3位となっている。また、フリーライターの石山真紀もタイトルの長いライトノベルとして本作を紹介している。

## 既刊一覧
- 月見草平（著） / さくらねこ（イラスト） 『恋人にしようと生徒会長そっくりの女の子を錬成してみたら、オレが下僕になっていました』 一迅社〈一迅社文庫〉、全2巻
  1. 2012年8月18日発売、ISBN 978-4-7580-4345-8
  2. 2013年1月19日発売、ISBN 978-4-7580-4399-1